# Chiesa della Santissima Trinità (Cristoglie)
La chiesa della Santissima Trinità (Cerkev Sv. Trojice in sloveno) è un edificio di culto cattolico situato a Cristoglie località del comune di Capodistria, in Slovenia.

## Storia
La chiesa fu costruita alla fine del XV secolo su un edificio preesistente duecentesco. Nel 1949, durante dei lavori di restauro furono casualmente riscoperti sotto uno strato di calce il ciclo di affreschi realizzati nel 1490. I lavori di recupero delle pitture durarono dieci anni mentre i restauri alle mura difensive furono ultimati nel 1985.

## Descrizione

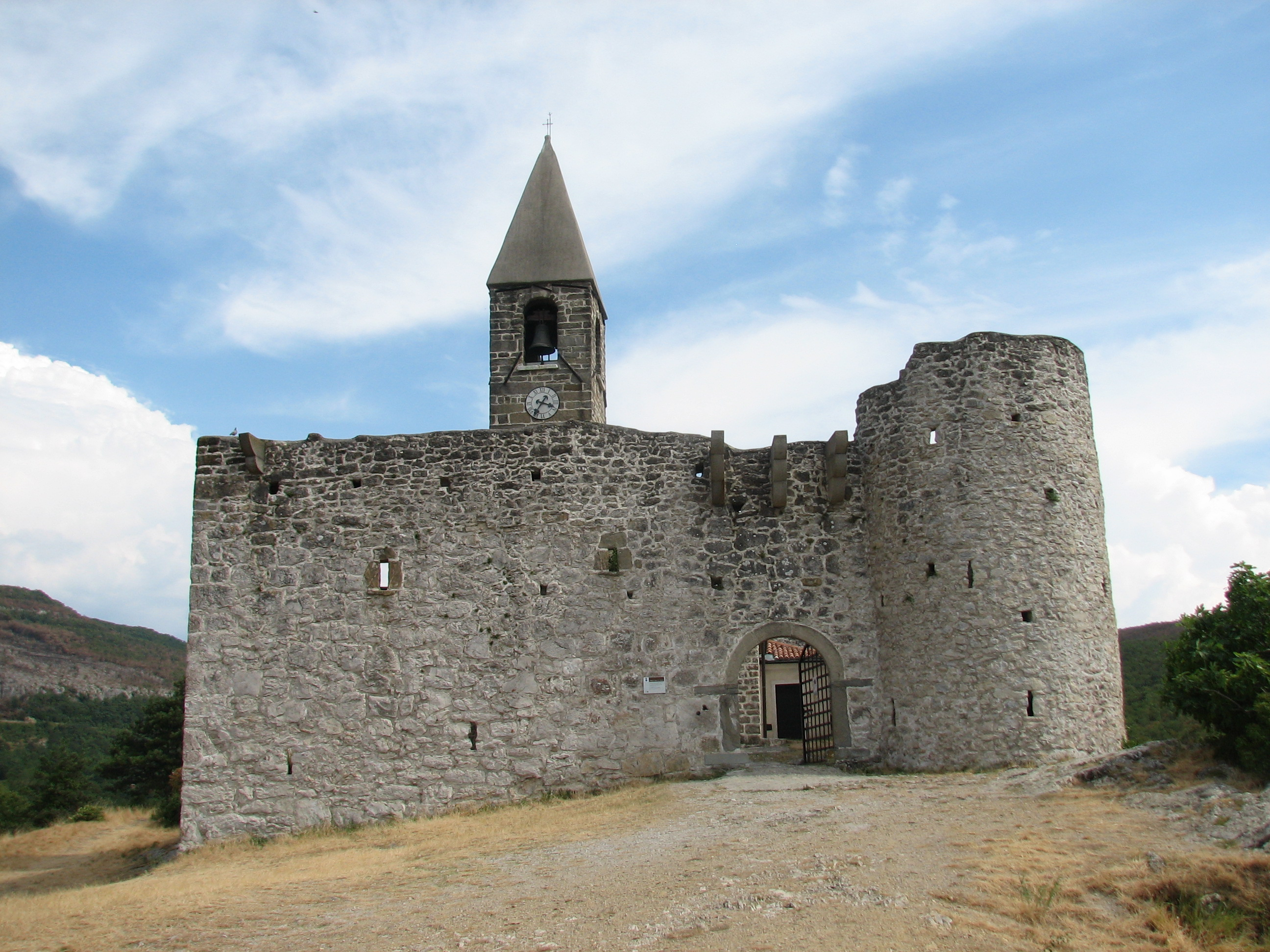
Il recinto della chiesa

La chiesa sorge all'interno di un tabor, un recinto in pietra costruito a scopi difensivi contro le invasioni dei turchi ottomani tra la fine del XV secolo e l'inizio del XVI secolo.
L'interno a tre navate è affrescato con le seguenti raffigurazioni: nell'abside la Santissima Trinità; nelle absidiole minori gli Apostoli, i Re Magi e i santi protettori dalla peste Sebastiano, Rocco e Fabiano; sulla volta della navata centrale la Creazione; sui capitelli figure di Santi e nella volta delle navate laterali i dodici mesi; la parete meridionale è decorata con le scene della Passione di Cristo nella fascia superiore e con la danza macabra in quella inferiore.
Il ciclo degli affreschi più interessante si trova nella parte inferiore della parete sud, dove è rappresentata, come detto, una danza macabra. Il dipinto risale al XV secolo, un'epoca in cui l'Europa era falcidiata da numerose e terribili epidemie ed il tema della caducità della vita era molto sentito. Nella danza macabra sono rappresentati tutti i ceti sociali, da quelli popolari fino al vescovo, al cardinale, al re e alla regina, allo scopo di far vedere che la morte colpisce tutti indistintamente. 
L'autore degli affreschi fu il pittore Giovanni da Castua che ha lasciato la sua firma sia in caratteri latini che glagolitici. Questo ciclo di affreschi appartiene allo stile tardogotico. In glagolitico ci sono scritte che fanno riferimento alla costruzione del pavimento della chiesa e ad una carestia che colpì la regione nel XVI secolo.

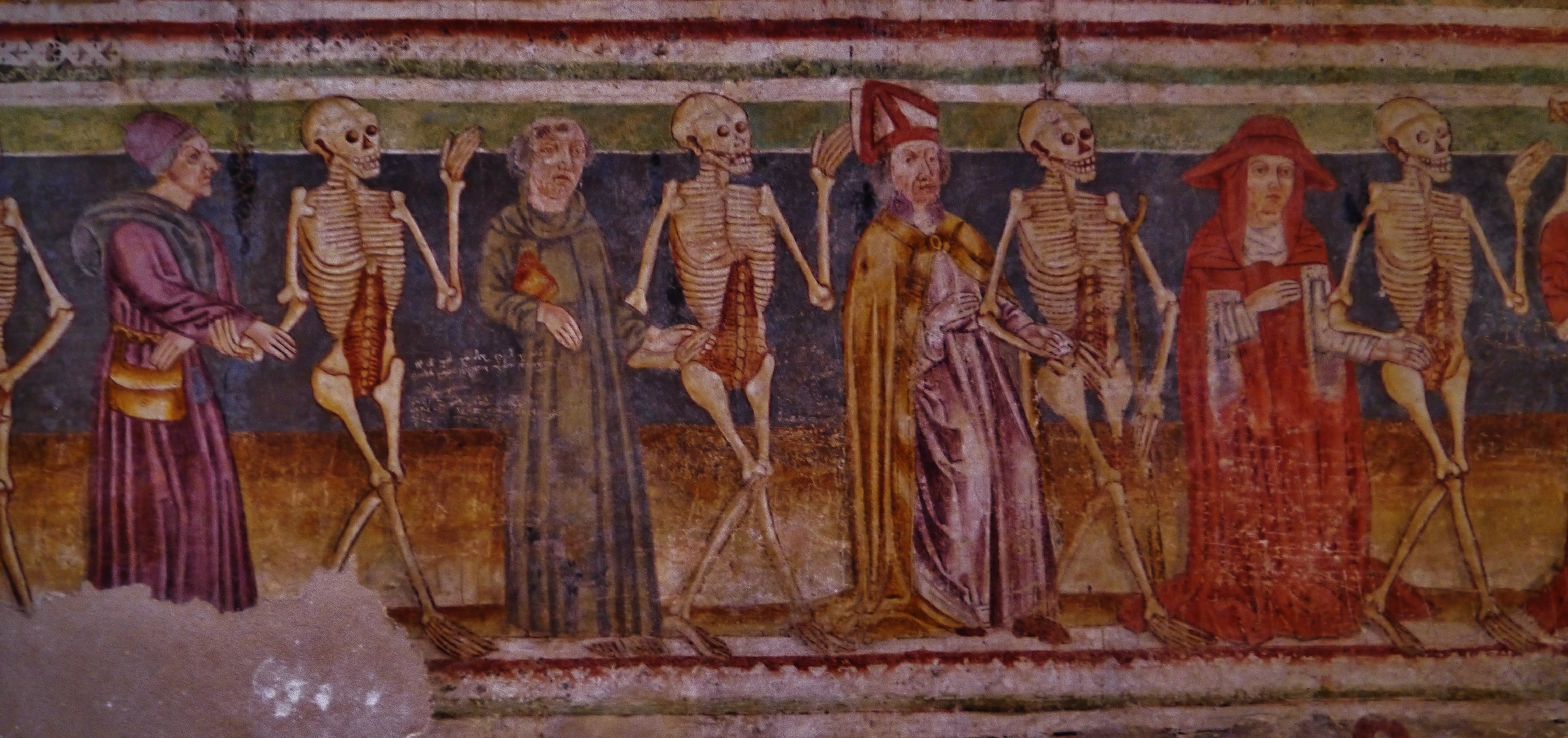
Particolare della Danza macabra